# Sie nannten ihn Jeeg Robot
Sie nannten ihn Jeeg Robot ist ein italienischer Science-Fiction-Film unter der Regie von Gabriele Mainetti aus dem Jahr 2015. Er handelt von dem einsamen Kleinkriminellen Enzo, der nach einem unfreiwilligen Bad im römischen Tiber übernatürliche Kräfte erhält.
Der Film wurde in 17 Kategorien für den Filmpreis David di Donatello nominiert und gewann in 8 Kategorien. Er geht zurück auf die in Italien populäre Manga-Anime-Serie Steel Jeeg (it. Jeeg robot d'acciaio) von Gō Nagai, einem japanischen Manga-Zeichner. 

## Handlung
Der kleinkriminelle Einzelgänger Enzo Ceccotti lebt in den Slums von Rom. Eines Tages wird er nach dem Diebstahl einer Armbanduhr von zwei Polizisten verfolgt und muss sich im Tiber verstecken. Hierbei kommt er mit radioaktivem Abfall in Kontakt, als er versehentlich unter Wasser ein Fass aufbricht. Zuhause muss er sich mehrfach übergeben und verbringt die Nacht mit Schüttelfrost und Fieber. Am anderen Morgen wacht er auf und scheint geheilt und fit, wenn auch mit anhaltendem Husten.
Er beschließt, die Uhr an Sergio zu verkaufen, der für den cholerischen, unberechenbaren Bandenführer Fabio Cannizzaro arbeitet. In Sergios Wohnung lernt Enzo dessen Tochter Alessia kennen, die nach dem Tod ihrer Mutter an einer psychischen Störung leidet und die Realität mit den Steel Jeeg-Animes vermischt, die sie ständig auf ihrem tragbaren DVD-Spieler sieht. Sergio nimmt Enzo mit zu einem „Job“, bei dem zwei afrikanische Drogenkuriere das Kokain loswerden sollen, das sie verschluckt haben. In einem im Rohbau befindlichen Gebäude sollen die afrikanischen Brüder die Drogenbehälter durch Abführmittel ausscheiden, doch ein Behälter ist offensichtlich im Magen eines der Brüder geplatzt, so dass er an der Überdosis stirbt. Als Sergio ihn aufschneiden will, um die restlichen Pakete zu entnehmen, kommt es zum Handgemenge zwischen ihm und dem anderen Kurier, bei dem beide sterben und Enzo nach einem Schulterdurchschuss aus dem 9. Stockwerk in die Tiefe fällt. Der steht jedoch kurz darauf anscheinend unverletzt wieder auf und geht nach Hause.
Hier entdeckt er, dass er durch das Bad im Tiber außergewöhnliche körperliche sowie heilsame Kräfte erhalten hat. Nachts vermummt er sich und reißt einen Geldautomaten aus der Außenwand einer Bank und wird hierbei von einer Überwachungskamera gefilmt. Das Video gelangt viral und die Presse bezeichnet ihn als „Superkriminellen“. In der Zwischenzeit wird Sergio von Fabio vermisst, der die Drogen von der Camorra-Chefin Nunzia Lo Cosimo gekauft hat und ihr nun das Geld schuldet. Er dringt mit seinen Handlangern in Sergios Wohnung ein und bedrängt Alessia, den Aufenthaltsort ihres Vaters zu verraten. Da erscheint Enzo, erneut vermummt, und schlägt die Angreifer in die Flucht. Alessia sieht nun ihn ihm Hiroshi Shiba, den Helden ihrer Manga-Videos, und zeigt sich sehr anhänglich. Der verschlossene Enzo jedoch bringt sie in ein Pflegeheim, da er sich durch Alessias lebhafte Art gestört fühlt. Er verschweigt ihr zunächst Sergios Tod. In Sergios Brillenentui findet er Informationen über den geplanten Überfall auf einen Geldtransporter. Er überfällt den Transporter und raubt eine Tasche voller Geldscheine und kommt damit Fabio und seiner Bande zuvor, der denselben Einfall hatte, um mit dem Geld Nunizia auszahlen zu können. Kaum zuhause, klingelt die Polizei bei Enzo und liefert Alessia ab, die aus dem Heim ausgebrochen ist und seinen Namen angegeben hat. So nimmt er sie bei sich auf und scheint langsam Gefühle für sie zu entwickeln.
In der Zwischenzeit rebelliert Fabios bester Mann Biondo und stellt Fabios Führung in Frage. Der lässt Biondo daraufhin von seinen Kampfhunden zerfleischen. Er möchte zum mächtigsten Verbrecher Roms aufsteigen und hätte gerne den unbekannten, maskierten Superhelden an seiner Seite, um dies zu bewerkstelligen. Er leiht sich Geld von einem Geldhai, einem brasilianischen Transsexuellen, doch er wird hierbei von Nunzia und ihren Leuten gestört. Es kommt zu einer Schießerei, bei der nur Fabio und Nunzia überleben. Enzo geht unterdessen mit Alessia einkaufen, und in der Umkleidekabine eines Bekleidungsgeschäfts kommt es zum Sex. Hinterher ist sie wütend auf Enzo, und im Streit verrät er ihr, dass ihr Vater tot ist. Sie rennt davon und steigt in eine Straßenbahn, doch Enzo stoppt die Bahn mit bloßen Händen und wird hierbei erneut gefilmt. Anhand der neuen Internet-Videos erkennt Fabio nun Enzo als Alessias Nachbarn. Da Nunzia inzwischen fast alle seine Männer umbringen ließ, entführt er Alessia mit Tazzina, seinem letzten Handlanger, und bringt Enzo mit einem Betäubungsgewehr in seine Gewalt. Für Alessias Leben, die von Tazzina in einem Lieferwagen nahebei festgehalten wird, soll Enzo verraten, wie er an seine Kräfte gelangt ist. Als Enzo ihm die Stelle am Tiber zeigt, wo sich die Giftmüllfässer befinden, sticht Alessia Tazzina nieder und flieht zu Enzo. Da taucht Nunzias Bande auf. In der folgenden Schießerei wird Alessia tödlich getroffen. Sterbend beschwört sie Enzo, seine Kräfte stets für das Gute einzusetzen. Fabio wird von Nunzia mit einem Flammenwerfer in Brand gesetzt und fällt in den Tiber.
Am nächsten Tag taucht Fabio aus dem Wasser auf, vernarbt, aber nun mit den gleichen Superkräften ausgestattet wie Enzo. Er sucht Nunzia in ihrem Versteck auf und bringt sie und ihre Bande brutal um. Dies hat er gefilmt und verbreitet das Video nun im Internet. Enzo streift nach Alessias Tod ziellos durch die Gegend. Nach einem Verkehrsunfall rettet er ein Mädchen aus dem brennenden Autowrack. Kurze Zeit später sieht er Fabios Video in den Nachrichten, in dem dieser droht, im Olimpico eine Bombe zu zünden. Enzo findet Fabio im Stadion und es kommt zum Kampf. Enzo schnappt sich die Bombe und flieht, da er sie nicht entschärfen kann. Auf einer Brücke über den Tiber kommt es erneut zum Kampf, und beide stürzen mit der Bombe ins Wasser. Die Bombe explodiert und Fabio wird von ihr zerrissen. 
Schließlich steht Enzo, der ebenfalls als tot gilt, auf dem Kolosseum, um über Rom zu wachen, und zieht sich hierzu die Jeeg-Maske über, die Alessia für ihn gestrickt hatte.

## Produktion
Der Film wurde mit einem Budget von rund 1.700.000 Euro hauptsächlich in Rom gedreht und von Goon Films in Zusammenarbeit mit Rai Cinema produziert.